# Westerdijkshorn
Westerdijkshorn (Gronings: Diekshörn) is een plaats in de gemeente Het Hogeland in de provincie Groningen in Nederland. Er liggen een aantal huizen en boerderijen. De plaats wordt gekenmerkt door de vroegere begraafplaats met de kenmerkende toren.

## Geschiedenis

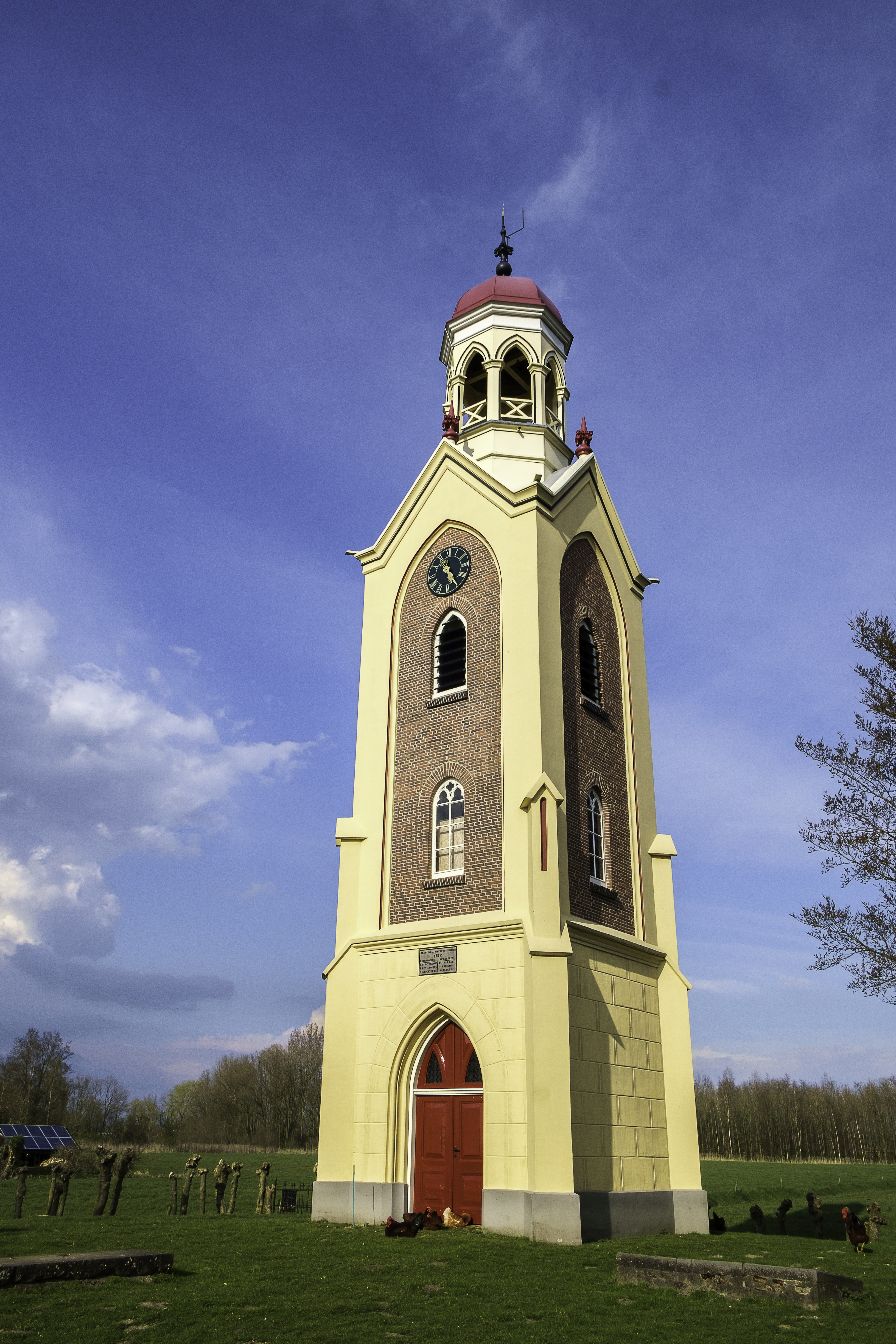
De toren met gele muren en rode deuren

De plaats is ontstaan op de plaats waar de Wolddijk een nagenoeg haakse hoek maakt. De naam is hier dan ook een verwijzing naar: horn = hoek. Ook aan de oostzijde van Innersdijken, het gebied waaromheen de dijk ligt, bevindt zich een dijkshorn, vandaar dat het voorvoegsel Wester is toegevoegd.
Op deze plek werd na de bedijking binnendijks het gehucht Dijckshorne gesticht, waarbij aan de zuidzijde op een wierde omstreeks de 13e of 14e eeuw een kerkje werd gesticht. Van dit kerkje zijn geen afbeeldingen bekend. De inwoners werden begraven op de 'heilige grond' rond de kerk. In de 15e eeuw werd er in de zuidwestelijke hoek van de begraafplaats een vrijstaande klokkentoren bijgebouwd, waar in 1658 een klok werd gehangen. In 1686 werd de kerkelijke gemeente samengevoegd met die van Onderwierum (hetgeen overigens ook al zo was van 1604 tot 1650), en dat bleef gedurende de hele 18e eeuw zo. Eerst kwam de dominee hiervoor naar Westerdijkshorn, maar – toen het inwoneraantal steeds verder afnam – vervolgens alleen nog naar Onderwierum. Er werden daarop alleen nog doop- en trouwdiensten gehouden. Het kerkje verviel vervolgens.
In 1802 werd vervolgens besloten tot de sloop van het gebouw; in de volksmond omdat men vreesde dat het in de buurt in aantal toegenomen 'mennonieten' (doopsgezinden) het anders zouden kunnen gaan gebruiken. In 1828 werd de kerkelijke gemeente ingedeeld bij Bedum. Het kerkhof bleef echter wel in gebruik en de toren werd beheerd door 'torenvoogden' (in plaats van kerkvoogden bij gebrek aan een kerk). In het schoolmeestersverslag van 1828 staat (naast enkele van de hiervoor beschreven zaken) vermeld dat er dat jaar 20 huizen stonden en 80 mensen woonden en dat de pastorie (nu boerderij; naast het kerkhof) en 'welgestelde diakonie' nog aanwezig waren. De kerkelijke gebouwen en landerijen werden in de loop der tijd verkocht door de voogdij.
De toren werd echter niet of onvoldoende onderhouden, zodat deze in 1870 instortte. De voogden besloten daarop om uit de beschikbare middelen met de kloostermoppen van de oude toren een nieuwe toren te bouwen op de plaats van de kerk. Deze nieuwe toren deed dienst als luidklok bij begrafenissen, waarbij de dode voor de teraardebestelling een rondje om de toren werd gedragen. De bovenbouw van de nieuwe toren kreeg een eclectische uitstraling en de oude klok werd er weer ingehangen. In 1935 werd de toren gerenoveerd, maar voor verder onderhoud was geen geld: Door monumentenzorg werd de toren te onbelangrijk geacht om in aanmerking te komen voor subsidie. Er waren wel plannen om de toren te renoveren, maar deze werden nooit uitgevoerd. De torenklok werd in de Tweede Wereldoorlog meegevoerd naar Duitsland, maar werd daar na de oorlog teruggehaald. In 1960 werd de vervallen toren op aandringen van het kerkbestuur voor het symbolische bedrag van 1 gulden overgedragen aan de stichting Het Groninger Landschap. Deze had echter ook geen geld voor het onderhoud voor de alsmaar verder vervallende toren, waarop in 1973 door buurtbewoners op Koninginnedag een inzamelingsactie werd gehouden om de toren te redden. De gemeente Bedum kocht daarop de toren voor het wederom symbolische bedrag van 1 gulden van de stichting Het Groninger Landschap en wist daarop geld voor renovatie te vinden door het aan te merken als object in het kader van de Aanvullend Civieltechnische Werken. In 1976 werd de toren daarop gerenoveerd voor een totaalbedrag van 180.000 gulden.
De graven op het kerkhof zijn deels in gebruik als looppad naar de ernaast gelegen boerderij.

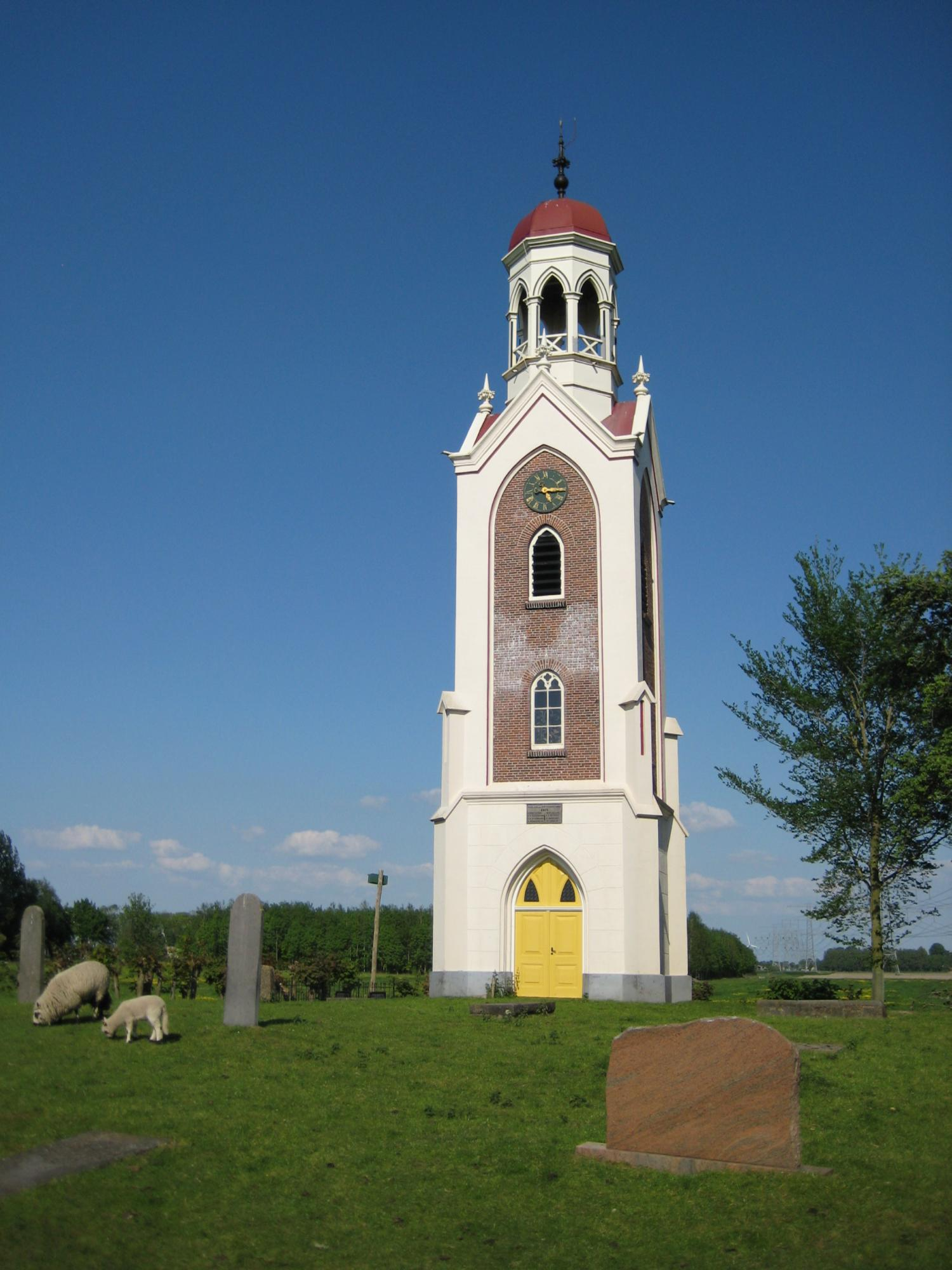
Kerktoren Westerdijkshorn in 2008 toen deze nog wit geschilderd was met gele deuren
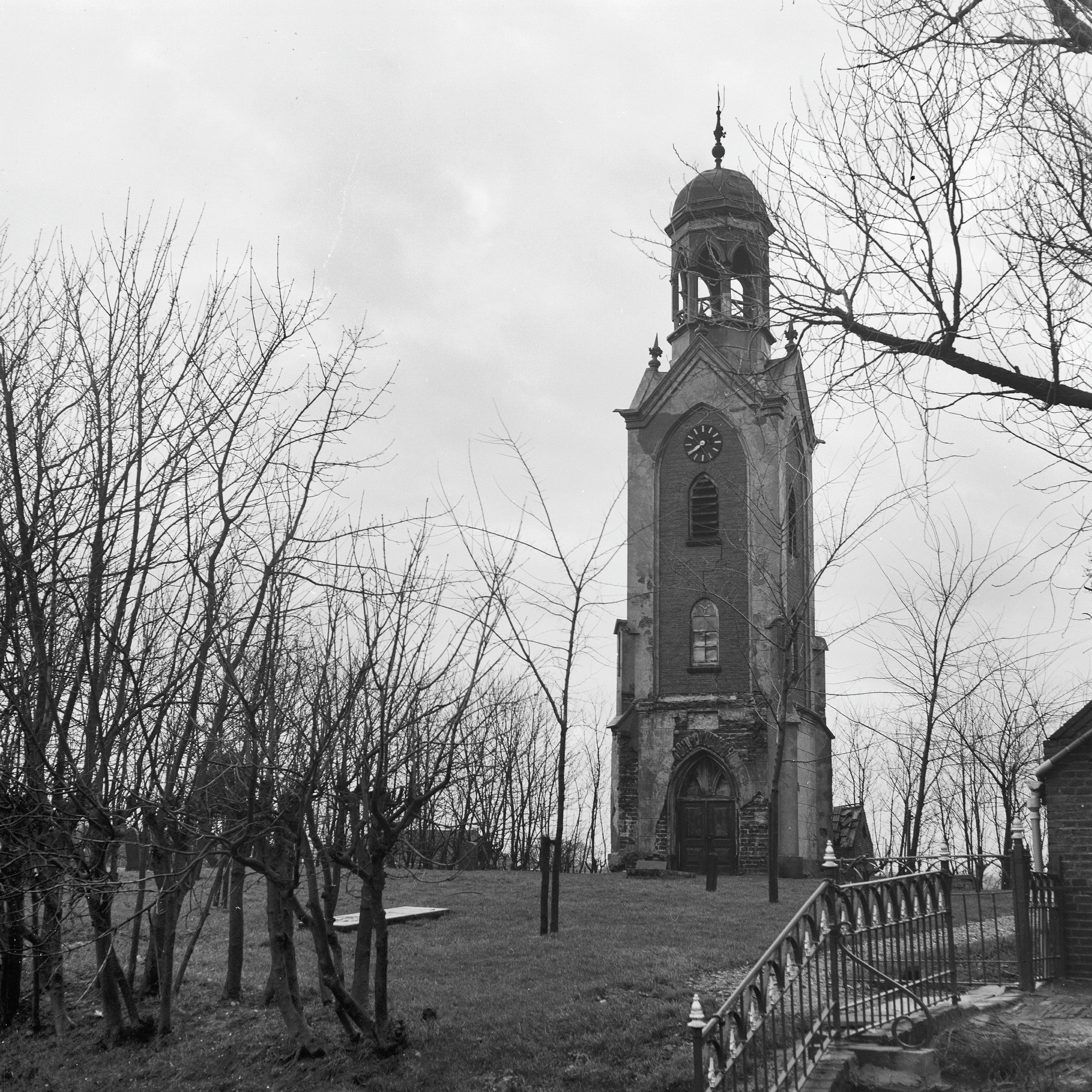
Toren in 1969 in zwaar vervallen staat. Op de achtergrond is het vroegere baarhuisje te zien, dat later werd afgebroken.
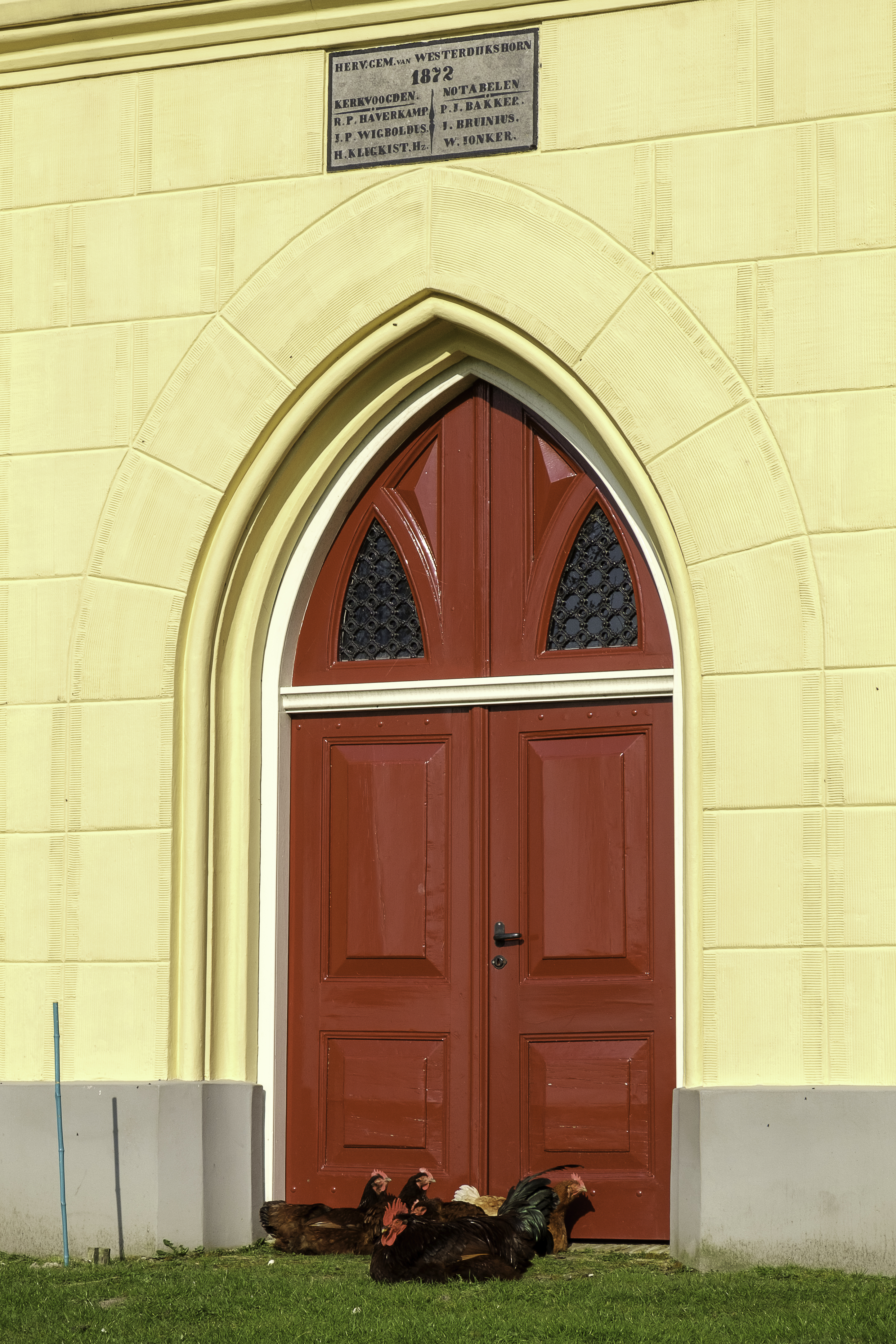
Kippen voor de ingang van de toren
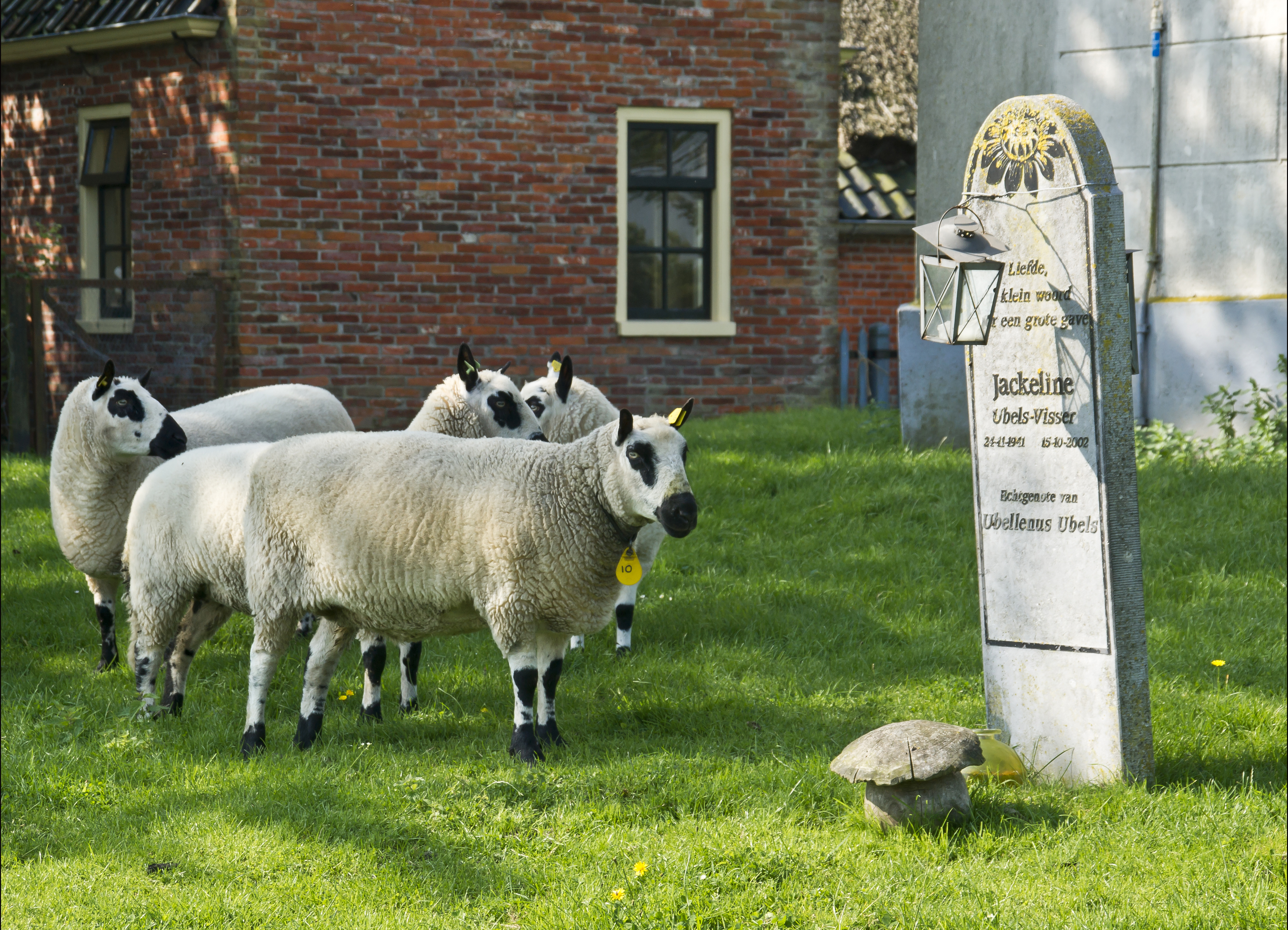
Schapen bij een graf
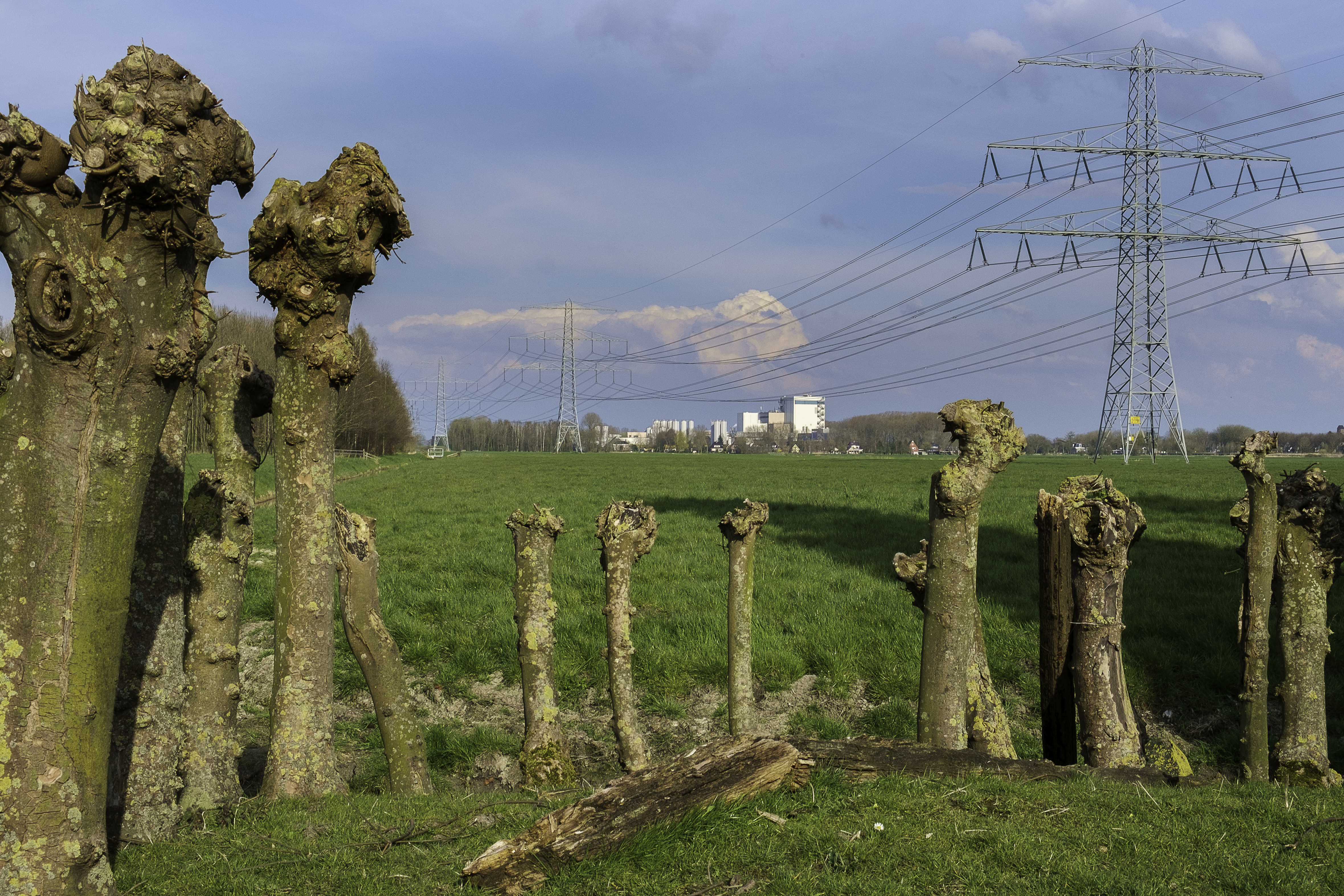
Knotwilgen met op de achtergrond de zuivelfabriek van Bedum